# Cabaret des Quat'z'Arts
Ne doit pas être confondu avec Bal des Quat'z'Arts.
Le Cabaret des Quat'z'Arts est un ancien établissement de nuit français ouvert au pied de la butte Montmartre, à Paris, par François Trombert durant l'été 1893. Il ferma durant l'été 1914.

## Historique

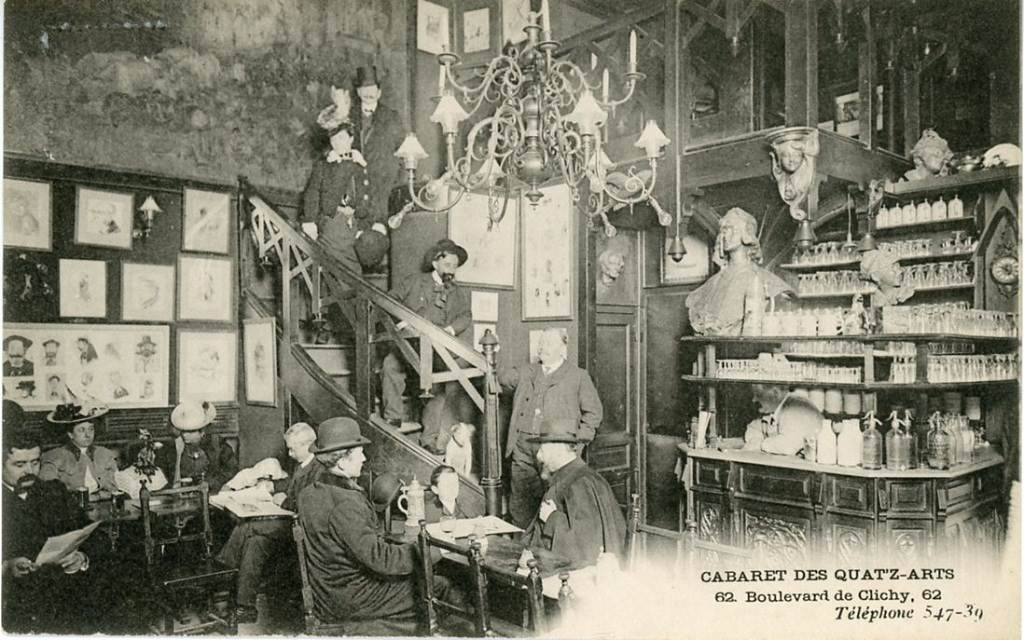
Vue intérieure du cabaret (carte postale, 1910).

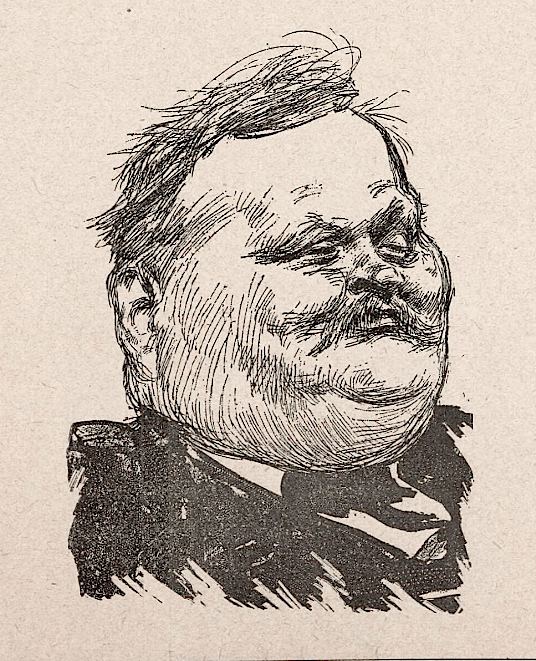
L'âme du cabaret, François Trombert, caricaturé par Charles Léandre (1900).

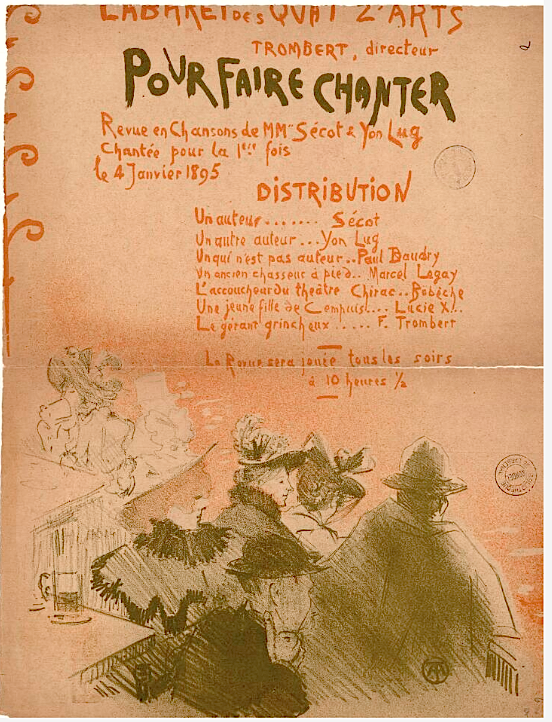
Affichette lithographiée signée Henri de Toulouse-Lautrec pour la soirée du 4 janvier 1895 (source : BNF).

Le cabaret était situé au 62, boulevard de Clichy, à proximité du bal du Moulin Rouge (sis au 82 du même boulevard) où est donné depuis 1892, le bal des Quat'z'Arts. Il est contemporain des deux dernières années du Chat noir ; il profita de la fermeture de ce dernier. Historiquement, ce lieu est l'ancien « Cabaret de la Butte », Au Tambourin. Trombert avait auparavant ouvert le 25 février 1892 un premier lieu de spectacles, « Le Lyon d'or. Théâtre des projections lumineuses », au 7 de la rue du Helder : sa spécialité était alors le théâtre d'ombres, inspiré là aussi du Chat noir.
Il était composé de trois salles : la première est un cabaret, « le café », décoré dans un style néo-gothique par Henri Pille. Le jeune sculpteur Paul-François Berthoud conçut une œuvre d'inspiration rabelaisienne qui trône à l'entrée. La deuxième est réservée aux spectacles. La troisième est à l'entresol et est destinée aux diners. Abel Truchet, Jules Grün et Joseph Faverot conçurent des éléments décoratifs, dont un immense vitrail qui ornait la devanture. La salle de spectacle pouvait recevoir 180 personnes. Le spectacle commençait à 21 heures.
Au moins deux chansonniers célèbres commencent leur carrière dans ce cabaret : le 12 décembre 1895, Jehan Rictus, soirée mémorable où jamais autant de jurons ne furent proférés, à commencer par un « merde ! » inaugural ; en 1896, Lucien Boyer, auteur entre autres de Mont' là-d'ssus, hymne officiel de la République de Montmartre. Gaston Sécot en fut également l'invité récurrent durant six ans. Yon-Lug amené par Trombert depuis Lyon en fut de 1893 à 1904. D'autres encore comme Numa Blès, dès 1895, puis administrateur artistique en 1903-1904, Théodore Botrel et Charles de Sivry (1896-1897), Xavier Privas (1895-1899), Mévisto, Fragson, etc..
C'est aussi là que se tiennent, sous la présidence d'Adolphe Léon Willette, qui fut l'âme du Chat Noir, et aux côtés d'Auguste Roedel, les réunions préparatoires de la Promenade de la Vache enragée ou « Vachalcade ». Cette parade des artistes et Montmartrois est créée en écho à la renaissance de la Promenade du Bœuf Gras, la même année. Elle connaît deux éditions, en 1896 et en 1897.
Le cabaret inaugure « le Mur », qui consiste en un panneau situé dans l'enceinte de l'établissement et ouvert à toute forme d'expression graphique : la liberté de ton y est totale.
À partir du 6 novembre 1897, François Trombert, en tant qu'administrateur-directeur, associé à Émile Goudeau, en tant que rédacteur en chef, publie un journal hebdomadaire illustré intitulé Les Quat’z’Arts. Mensuel de quatre pages, plus programme que périodique, il ne paraissait pas entre juillet et septembre. Les derniers numéros sortent en 1908. Ils furent tous abondamment illustrés,.
En 1901, une réduction en deux actes de la pièce de théâtre Ubu roi, d'Alfred Jarry, est jouée au Cabaret des Quat'z'Arts — cette version raccourcie d'Ubu Roi paraît en 1906 sous le titre d'Ubu sur la butte.
Fin octobre 1903, Trombert, Numa Blès et Boyer organisèrent dans Paris une « marche des chansonniers » de 16 km, durant laquelle chacun devait écrire un texte : le premier arrivé fut Georges de La Fouchardière, mais 16 autres participants eurent tout de même le droit d'interpréter leurs chansons au cabaret,.
Le 23 février 1905, est inauguré le jeudi littéraire, commençant à 17 heures : il s'agit d'une goguette artistique et littéraire, avec chansons et théâtre d'ombre, menée par Jacques Ferny et un groupe d'amis.
En octobre 1908, Trombert laisse la place à Martial Boyer à la tête du cabaret. Trombert meurt en 1910, et c'est Gabriel Montoya qui prit la relève.
La cabaret ferma définitivement au moment de l'entrée en guerre, malgré une vaine et brève tentative de réouverture en 1919.